# Bozum
Bozum (officieel, Fries: Boazum) is een dorp in de gemeente Súdwest-Fryslân, in de Nederlandse provincie Friesland. Bozum ligt ten noordoosten van Sneek, tussen de dorpen Scharnegoutum en Wieuwerd. De Bozumervaart loopt van de Franekervaart naar het dorp. Ten oosten van Bozum loopt de Zwette. In 2023 telde het dorp 410 inwoners. In het postcodegebied van het dorp liggen de buurtschappen Indijk (Fries: Yndyk) en Makkum.

## Geschiedenis
Bozum is ontstaan op een brede terp, die aan een waterloop aansloot op de Middelzee. Ondanks de breedte is het dorp zich later buiten de terp gaan ontwikkelen.
In 1260 werd de plaats vermeld als Bosingum, in als 1395 Bozinghim, in 1400 als Bosinchum, in 1427 als Bosum, in 1482 als Bozigum en in 1505 als Boeszum. De naam zou duiden op een woonplaats (heem/um) van de familie Bozinga. Een andere verklaring voor het deel 'bozing' zou een koestal kunnen zijn, van het Oudfriese woord bôs (koestal), maar erg waarschijnlijk wordt dat niet geacht.
Bozum viel tot 1812 in de gemeente Baarderadeel, was daarna tot in 1816 een zelfstandige gemeente, en werd per 1 oktober van dat jaar weer onderdeel van de gemeente Baarderadeel. Vanaf 1984 tot 1 januari 2018 viel Bozum onder de gemeente Littenseradeel.

## Kerken

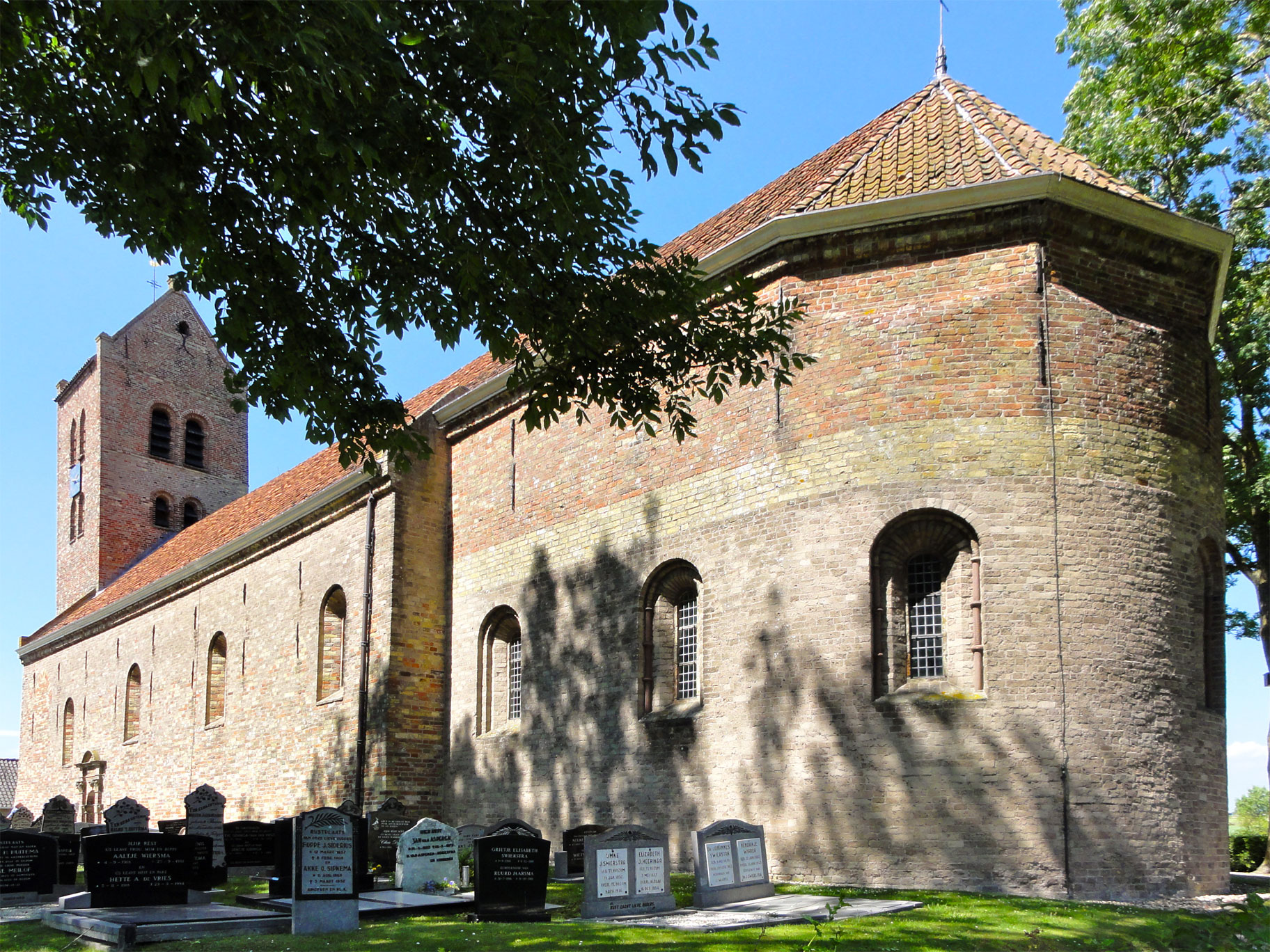
Sint-Martinuskerk te Bozum

De Sint-Martinuskerk in Bozum is een van de oudste romaanse kerkgebouwen in Friesland uit de 12e eeuw. Tijdens de restauratie in 1941 werd in het gewelf een schildering ontdekt, de zogenaamde Majestas Domini. De schildering stelt een baardloze Christus voor.
De kerk is een van de monumenten van het dorp. De andere kerken van het dorp waren een gereformeerde kerk en de kerk van de Vereeniging tot Evangelisatie.

## Andere monumenten
De Wylgen is een monumentaal pand dat werd gebruikt als vakantiewoning voor gezinnen met een gehandicapt gezinslid. Deze woning was door wijlen mevrouw Gezina H. Volkers geschonken aan het Prinses Beatrix Fonds, maar is nu in gebruik als particuliere woning. Rijke families zoals de Wiarda's, Walta's en Gerbrandy's woonden in Bozum, in statige rentenierswoningen. Hun huizen sieren het dorp. Het café De Boazumer Mjitte is een van de grootste herbergen uit de gemeente en dateert uit 1875.

## Molen

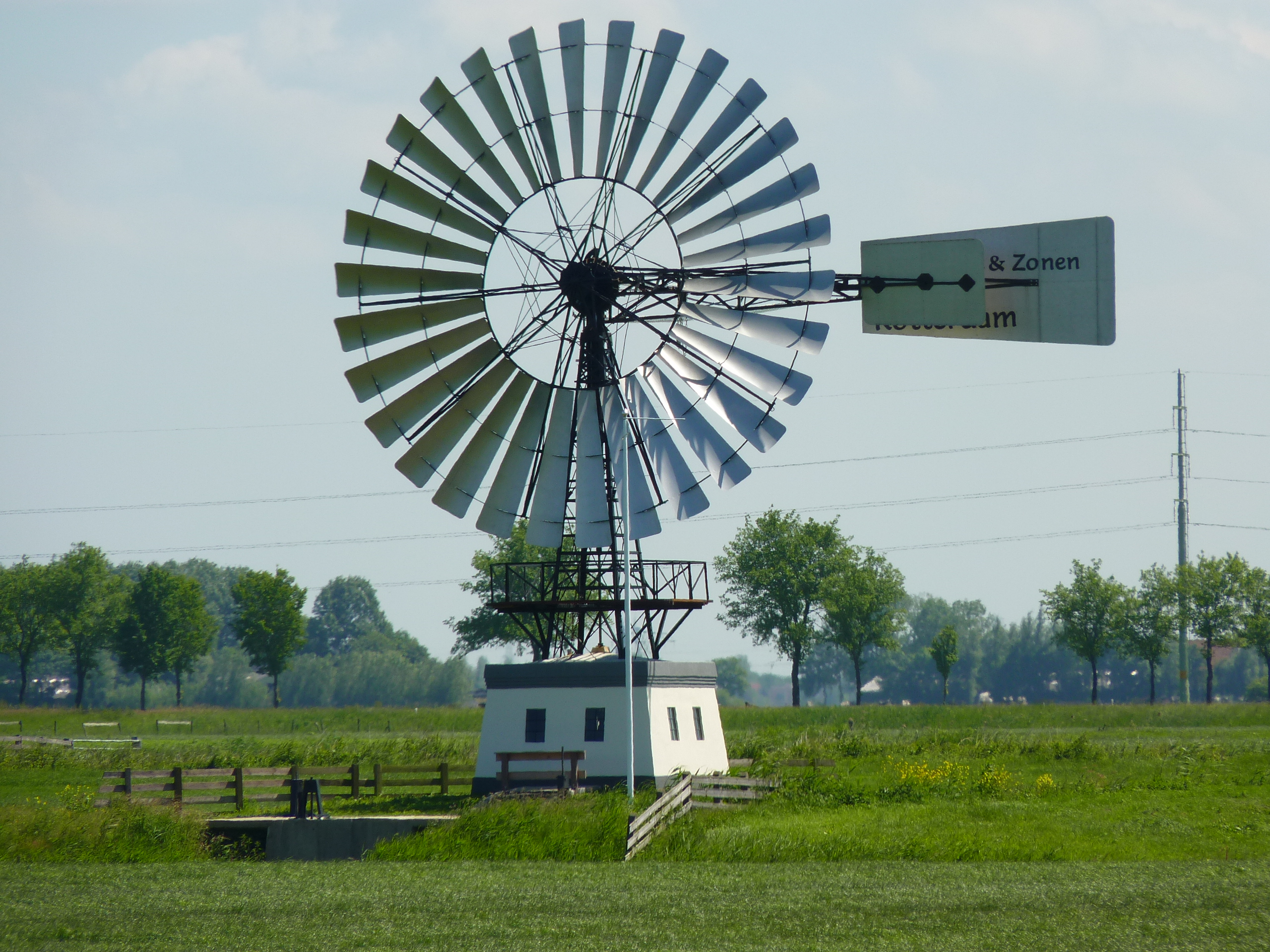
Kleiterpstermolen

Ten noordoosten van het dorp, even ten zuiden van de buurtschap Indijk staat de Kleiterpstermolen, een Amerikaanse windmotor.

## Sport
Het dorp heeft een kaatsvereniging, Keatsferiening Boazum.

## Onderwijs
In Bozum staat een basisschool, met de naam Dûbelspan.

## Bekende (ex-)inwoners
Een bekende Bozumer was Eelco Alta (1723-1798). Hij was dominee, patriots volksvertegenwoordiger en pionier op het gebied van vee-inenting. Er is lang gedacht dat Alta's verhandeling over een conjunctie van planeten Eise Eisinga er in 1774 toe bracht om zijn planetarium te bouwen.
In Bozum woont Henk Kroes, oud-voorzitter van de vereniging "De Friesche Elf Steden".

### Geboren in Bozum
- Oene Noordenbos (1896-1978), politicus

## Openbaar vervoer
Bozum had van 1883 tot 1938 een station aan de spoorlijn Leeuwarden - Stavoren. Bij het station stond een stationsgebouw van het Standaardtype Loppersum, dat in 1958 is gesloopt. Hedendaags rijden de volgende bussen langs Bozum:
- Lijn 35: Sneek - Scharnegoutum - Bozum - Wieuwerd - Britswerd - Oosterlittens - Baard - Winsum - Welsrijp - Tzum - Franeker.
- Lijn 93: Sneek - Scharnegoutum - Deersum - Bozum - Oosterwierum - Mantgum - Jorwerd - Weidum - Beers - Jellum - Boksum - Leeuwarden.